# Augustus Carney
Augustus Carney (1870 – 1920) fue un actor de vodevil y cinematográfico estadounidense, activo en la época del cine mudo.

## Biografía
Fue actor de vodevil  antes de empezar su trayectoria en el cine en 1909. En su corta carrera de siete años de duración, actuó en más de 130 filmes, la mayoría cortometrajes. Su primer papel llegó en un corto cómico de Ben Turpin, Tag Day. Él había sido descubierto por Broncho Billy Anderson, uno de los fundadores de Essanay Studios, protagonizando pronto cortos de esa compañía. A partir de 1910 actuó con Victor Potel en una serie de cortometrajes protagonizados por los personajes Hank y Lank (encarnados por Carney y Potel, respectivamente).
La serie duró dos años, tras la cual Carney desarrolló el personaje "Alkali Ike", que tuvo una serie propia, con cortos como el de 1911 Alkali Ike's Auto, y en el cual actuaba con Harry Todd y con Margaret Joslin bajo la dirección de Anderson. Anderson había rodado anteriormente dos filmes de la serie con otros actores: el primero con Joseph Smith, y el segundo con Otto Meyer.
En diferentes cortos de Anderson interpretó a otros personajes, tales como el Doctor A. Carney en Broncho Billy's Adventure (1911), o un cowboy en Broncho Billy's Christmas Dinner (1911). La serie de Alkali Ike fue tan popular que Essanay empezó a vender figuritas de acción relacionadas con la misma. Mientras duró la serie, Carney trabajaba en otros cortos de Essanay, tales como Hubby's Scheme (1911), A Hungry Pair (1911, de nuevo con Potel), The Bandit's Child (1912, con Anderson y Todd), y Hypnotism in Hicksville (1913). Su última actuación como Alkali Ike se estrenó en enero de 1914, The Awakening at Snakeville.
Cuando solicitó un aumento de sueldo que le fue denegado, Carney dejó Essanay Studios y fue a trabajar con Universal Studios. En esta compañía creó el personaje de "Universal Ike", el cual era idéntico a Alkali Ike, pero el nombre era propiedad de Essanay. Con el nuevo personaje rodó 16 filmes para Universal en 1914; sin embargo, su solicitud de un mejor sueldo hizo que Universal le despidiera ese mismo año. Después hizo diferentes cortos para varios estudios, rodando únicamente cuatro largometrajes en 1915-16. Tres de ellos, The Absentee (1915), The Failure (1915) y Martyrs of the Alamo (1915), fueron dirigidos por Christy Cabanne. Su última actuación fue un papel de reparto en la cinta de 1916 Blue Blood and Red, dirigida por Raoul Walsh.
Augustus Carney dejó el cine en 1916, falleciendo cuatro años después, a los 50 años de edad.

## Filmografía completa

### 1909
- Tag Day, de Broncho Billy Anderson (1909)

### 1910
- The Count That Counted, de Broncho Billy Anderson
- Take Me Out to the Ball Game, de Broncho Billy Anderson
- A Dog on Business, de Broncho Billy Anderson
- Whist!, de Tom Ricketts
- Hank and Lank: Joyriding, de Broncho Billy Anderson
- A Close Shave, de Broncho Billy Anderson
- The Tout's Remembrance, de Broncho Billy Anderson
- Hank and Lank: They Dude Up Some, de Broncho Billy Anderson
- Curing a Masher, de Broncho Billy Anderson
- Patricia of the Plains, de Broncho Billy Anderson
- Hank and Lank: They Get Wise to a New Scheme, de Broncho Billy Anderson
- A Cowboy's Mother-in-Law, de Broncho Billy Anderson
- Hank and Lank: Uninvited Guests, de Broncho Billy Anderson
- Pals of the Range, de Broncho Billy Anderson
- Hank and Lank: They Take a Rest, de Broncho Billy Anderson
- A Westerner's Way, de Broncho Billy Anderson
- Hank and Lank: Lifesavers, de Broncho Billy Anderson
- Hank and Lank: As Sandwich Men, de Broncho Billy Anderson
- Circle C Ranch's Wedding Present, de Broncho Billy Anderson
- The Tenderfoot Messenger, de Broncho Billy Anderson
- Hank and Lank: Blind Men, de Broncho Billy Anderson
- The Bad Man's Christmas Gift, de Broncho Billy Anderson

### 1911
- The Count and the Cowboys, de Broncho Billy Anderson
- The Two Reformations, de Broncho Billy Anderson
- Hank and Lank: They Make a Mash, de Broncho Billy Anderson
- On the Desert's Edge, de Broncho Billy Anderson
- The Bunco Game at Lizardhead, de Broncho Billy Anderson
- The Puncher's New Love, de Broncho Billy Anderson
- Alkali Ike's Auto, de Broncho Billy Anderson
- The Lucky Card, de Broncho Billy Anderson
- The Infant at Snakeville, de Broncho Billy Anderson
- A Hungry Pair, de Broncho Billy Anderson
- The Corporation and the Ranch Girl, de Broncho Billy Anderson
- Mustang Pete's Love Affair, de E. Mason Hopper
- A Western Girl's Sacrifice, de Broncho Billy Anderson
- Broncho Bill's Last Spree, de Broncho Billy Anderson
- The Strike at the Little Jonny Mine, de Broncho Billy Anderson
- Town Hall, Tonight, de Broncho Billy Anderson
- The Stage Driver's Daughter, de Broncho Billy Anderson
- A Western Redemption, de Broncho Billy Anderson
- Hubby's Scheme, de Broncho Billy Anderson
- The Desert Claim, de Arthur Mackley
- Broncho Billy's Christmas Dinner, de Broncho Billy Anderson
- Broncho Billy's Adventure, de Broncho Billy Anderson

### 1912
- A Child of the West, de Broncho Billy Anderson
- The Loafer, de Arthur Mackley
- Widow Jenkins' Admirers, de Broncho Billy Anderson
- Broncho Billy and the Schoolmistress, de Broncho Billy Anderson
- Alkali Ike's Love Affair, de Broncho Billy Anderson
- The Biter Bitten, de Broncho Billy Anderson
- A Western Kimona, de Broncho Billy Anderson y E. Mason Hopper
- A Ranch Widower's Daughters, de Broncho Billy Anderson
- The Bandit's Child, de Broncho Billy Anderson
- Alkali Ike Bests Broncho Billy, de Broncho Billy Anderson
- Alkali Ike's Boarding House, de Broncho Billy Anderson
- Alkali Ike's Bride, de Broncho Billy Anderson
- The Smuggler's Daughter, de Broncho Billy Anderson
- Alkali Ike Plays the Devil, de Broncho Billy Anderson
- A Woman of Arizona, de Arthur Mackley
- Billy McGrath's Love Letters
- Alkali Ike's Pants, de Broncho Billy Anderson
- Love on Tough Luck Ranch, de Arthur Mackley
- Alkali Ike Stung!, de Broncho Billy Anderson
- The Tomboy on Bar Z, de Broncho Billy Anderson
- The Ranchman's Anniversary, de Arthur Mackley
- Alkali Ike's Close Shave, de Broncho Billy Anderson
- Billy McGrath's Art Career
- Mr. Hubby's Wife
- Time Flies
- Alkali Ike's Motorcycle, de Broncho Billy Anderson
- Giuseppe's Good Fortune
- Bill Mixes with His Relations

### 1913
- The Heiress
- Alkali Ike in Jayville, de E. Mason Hopper
- What George Did
- The Laird of McGillicuddy
- The Melburn Confession
- Hypnotism in Hicksville
- Love and Lavallieres
- Odd Knotts
- The Girl in the Case
- Bound to Occur
- Teaching Hickville to Sing
- The Gum Man
- Lady Audley's Jewels
- Billy McGrath on Broadway
- The Misjudging of Mr. Hubby
- The Scratch
- Found Out
- Alkali Ike's Homecoming, de Broncho Billy Anderson
- The Deacon's Dilemma
- Alkali Ike's Mother-in-Law, de Broncho Billy Anderson
- The Same Old Story
- Alkali Ike's Misfortunes, de Broncho Billy Anderson
- Alkali Ike and the Hypnotist, de Broncho Billy Anderson
- At the Lariat's End, de Jess Robbins
- Alkali Ike's Gal, de Jess Robbins
- Alkali Ike and the Wildman, de Broncho Billy Anderson
- The Last Laugh, de Jess Robbins
- Sophie's Hero, de Jess Robbins
- Sophie's New Foreman, de Broncho Billy Anderson
- That Pair from Thespia, de David Kirkland
- A Snakeville Courtship, de David Kirkland

### 1914
- The Awakening at Snakeville, de Jess Robbins
- All for His Sake, de Charles Brabin
- Universal Ike Gets a Goat, de Harry Edwards
- Universal Ike's Wooing
- Universal Ike Has One Foot in the Grave
- Universal Ike in the Battle of Little Tin Horn
- Universal Ike Goes Astray
- Why Universal Ike Left Home
- Universal Ike Has His Ups and Downs
- Universal Ike Makes a Monkey of Himself
- When Universal Ike Set
- Universal Ike and the School Belle
- Universal Ike Almost a Hero
- Universal Ike Gets a Line on His Wife
- Universal Ike in Pursuit of Eats
- Universal Ike Junior Is Kept from Being an Actor
- Universal Ike in Three of a Kind
- Universal Ike in the Neglected Wife
- Universal Ike in Mary Green's Husband

### 1915
- Music Hath Charms, de Edward Dillon
- Hicksville's Diamond Mystery
- The Emerald Brooch, de Lloyd Ingraham
- The Old Chemist
- The Absentee, de Christy Cabanne
- The Failure, de Christy Cabanne
- The Straw Man, de Chester M. Franklin y Sidney Franklin
- An Independent Woman
- Martyrs of the Alamo, de Christy Cabanne

### 1916
- Blue Blood and Red, de Raoul Walsh